# Belén Taborda
María Belén Taborda (Córdoba, Provincia de Córdoba, Argentina; 18 de febrero de 1998) es una futbolista argentina que también posee ciudadanía italiana. Juega de defensora en Belgrano de la Primera División Femenina de Argentina.

## Trayectoria

### Inicios
Su pasión por el fútbol nació gracias a Franco, su hermano, con quien jugaba en el patio de su caso en el barrio de Quebrada de las Rosas en su natal Córdoba, jugó en canchitas de barrio con amigos y su hermano, siendo ella la única niña.

#### Primera etapa en Italia
Emigró a Italia donde vivió por 15 años, tuvo pasos por Orobica y Atalanta Mozzanica, en este último jugó tanto en el primavera (reserva) como en el primer equipo. A sus 13 años de edad ya jugaba en la primera de Atalanta, estuvo en Italia hasta 2016.

### Belgrano
En 2016 llega a Belgrano de Córdoba, donde juega por 1 año en la Liga Cordobesa.

### Racing de Córdoba
Desde 2017 hasta 2019 se mantuvo en Racing de Córdoba. Con la Academia Cordobesa se consagró campeona en 2018.

### Talleres de Córdoba
En 2019 tuvo un breve paso por la "T".

### UAI Urquiza
Para la segunda mitad de 2019 forma parte del primer equipo de UAI Urquiza, que disputaba la Primera División, siendo esta su primera experiencia en torneos oficiales de AFA. El 19 de diciembre de 2019 sufrió una grave lesión, se rompió los ligamentos cruzados de una de sus rodillas, lo que le impidió jugar por 1 año. El 30 de diciembre de 2021, El Furgón oficializa su salida.

### Como Women
En diciembre de 2021 ficha por Como Women, siendo su segunda experiencia en tierras italianas.

### Tavagnacco
En agosto de 2022 se suma a Tavagnacco, conjunto también italiano.

### Racing Club de Avellaneda
En enero de 2023 se suma como refuerzo a La Academia.

## Estadísticas

### Clubes
| Club               | País      | Año         |
| ------------------ | --------- | ----------- |
| Atalanta Mozzanica | Italia    | 2010 - 2013 |
| Orobica            | Italia    |             |
| Belgrano           | Argentina | 2016        |
| Racing (C)         | Argentina | 2017 - 2019 |
| Talleres (C)       | Argentina | 2019        |
| UAI Urquiza        | Argentina | 2019 - 2021 |
| Como Women         | Italia    | 2021 - 2022 |
| UPC Tavagnacco     | Italia    | 2022        |
| Racing Club        | Argentina | 2023        |
| Belgrano           | Argentina | 2023 - Act. |